# 기타아사히카와역
기타아사히카와역(일본어: 北旭川駅)은 일본 홋카이도 아사히카와시에 있는 일본화물철도의 철도역이다. 소야 본선 소속이며, 3면 6선의 컨테이너 승강장 구조를 지닌 지상역이다. 화물열차의 운행으로선 기타아사히카와 역이 최북단이다.

## 연혁
- 1955년 12월 2일 : 나가야마 역으로부터 2.1km 지점(현 위치보다 600m 북쪽)에 니시나가야마 임시승강장(西永山仮乗降場) 개업.
- 1959년 11월 1일 : 임시승강장에서 역으로 승격.
- 1967년 11월 1일 : 니시나가야마 역 폐지.
- 1968년 10월 1일 : 현 위치에 기타아사히카와 역 개업.

## 취급 화물
이 역은 컨테이너 화물과 전용선 발착 차급화물의 취급역이다.
컨테이너 화물은 JR 규격의 12·20·30ft 컨테이너나, ISO규격의 20ft·40ft의 해상 컨테이너를 취급하고 있다. 주 취급품은 발송화물로는 양파 등의 채소나 쌀, 설탕, 유제품 등, 도착화물로는 택배편등의 적재화물이나 종이, 액화천연가스 (LNG)등이다. LNG는 아사히카와 가스용으로, 탱크 컨테이너로 도마코마이역부터 발송된다. 또한, 산업폐기물·특별관리 산업폐기물의 취급 허가를 얻어서, 그거로부터 들어오는 컨테이너의 취급도 가능하다.
차급화물로는 닛폰 오일 터미널 아사히카와 영업소의 가솔린 등의 석유류를 취급하고 있다. 주 발송역은 모토와니시역이다.

## 화물열차 · 트렁크 편
아래는 2010년 3월 13일 기준이다.
- 고속 화물열차 
 하행 열차는 하루 4대 삿포로 화물 터미널 역발이 도착한다. 상행 열차는 하루 4대 운행되고 있어, 삿포로 화물 터미널 역행이 2대, 스미다가와 역 · 우메다역으로의 직통열차가 1대정도 설정되어 있다.

- 전용 화물열차 
 하루 2대 모토와니시역 발의 석유 수송열차가 도착한다. 다만 반송열차는 하루 1대만이다.

- 트렁크 편 
 기타미 역 및 나요로 오프레일 스테이션과의 사이에 하루 5회 왕복정도 운행되어 있다.

## 이용 현황
| 연도     | 발송화물 |
| 2005년도 | 712,524t |
| -------- | -------- |

## 역 주변
- 국도 제12호선 · 국도 제39호선
- 메이지 유업 아사히카와 공장
- 유통단지
- 이시카리강

## 인접 정차역
| 홋카이도 여객철도 소야 본선      | 홋카이도 여객철도 소야 본선 | 홋카이도 여객철도 소야 본선 |
| -------------------------------- | --------------------------- | --------------------------- |
| A30 신아사히카와 아사히카와 방면 | ■ 소야 본선                 | 나가야마 W31 왓카나이 방면  |